# Приозерний заказник
Приозерний — орнітологічний заказник місцевого значення. Об'єкт розташований на території міста Слов'янськ Донецької області, 2-га санітарна зона Слов'янського курорту в заплаві річки Бессарабівки (Калантаївка).
Площа — 79,5 га, статус отриманий у 2001 році. Входить до складу РЛП "Слов'янський курорт"